# Talun Saragih
Talun Saragih is een bestuurslaag in het regentschap Simalungun van de provincie Noord-Sumatra, Indonesië. Talun Saragih telt 1863 inwoners (volkstelling 2010).